# Mistrzostwa Polski w hokeju na lodzie (1954/1955)
Mistrzostwa Polski w hokeju na lodzie 1954/1955 – 19. edycja mistrzostw Polski, rozegrana została w 1955 roku.

## Formuła
W turnieju finałowym udział brały cztery zespoły, a pozostałe cztery brały udział w turnieju o utrzymanie.

## Rozgrywki ligowe
Na początku 1955 rozgrywano mecze ligowe o awans do puli finałowej:
- Sparta Nowy Targ – Unia Wyry 10:2 (7:0, 2:2, 1:0)
- Gwardia Bydgoszcz – Sparta Cieszyn 4:1 (1:1, 1:0, 2:0)
- Unia Krynica – Włókniarz Zgierz 12:1 (4:0, 3:1, 5:1)
- Gwardia Bydgoszcz – Włókniarz Zgierz 8:2 (2:2, 3:0, 3:0)
- Kolejarz Toruń – Unia Wyry 5:2 (4:0, 0:1, 1:1)
- Sparta Cieszyn – Unia Krynica 3:2 (0:0, 2:1, 1:1)

W rezultacie do turnieju finałowego awansowały cztery zespoły: CWKS Warszawa Gwardia Bydgoszcz, Górnik Stalinogród, Kolejarz Toruń. Zdegradowane z ligi zostały Unia Wyry i Włókniarz Zgierz.

## Turniej finałowy

### Tabela
| Lp. | Zespół             | M | Pkt | W | R | P | G + | G - | +/- |
| --- | ------------------ | - | --- | - | - | - | --- | --- | --- |
| 1   | CWKS Warszawa      | 3 | 6   | 3 | 0 | 0 | 24  | 6   | +18 |
| 2   | Gwardia Bydgoszcz  | 3 | 4   | 2 | 0 | 1 | 13  | 15  | -2  |
| 3   | Górnik Stalinogród | 3 | 2   | 1 | 0 | 2 | 19  | 13  | +6  |
| 4   | Kolejarz Toruń     | 3 | 0   | 0 | 0 | 3 | 6   | 28  | -22 |

      = mistrz Polski

### Skład triumfatorów
Skład CWKS Warszawa: Edward Kocząb, Józef Wacław, Kazimierz Chodakowski, Stanisław Olczyk, Szymon Janiczko, Z.Nowak, Józef Kurek, Henryk Bromowicz, Maksymilian Więcek, Marian Jeżak, Rudolf Czech, Wróbel III, Filipak, Mieczysław Palus, Zdzisław Masełko.

## Turniej o utrzymanie

### Wyniki
Wyniku turnieju o utrzymanie trwającego do 21 marca 1955:
- Gwardia Stalinogród – Sparta Cieszyn 3:2
- Sparta Cieszyn – Unia Krynica 4:3
- Sparta Nowy Targ – Sparta Cieszyn 11:7
- Gwardia Stalinogród – Sparta Nowy Targ 5:2
- Sparta Nowy Targ – Unia Krynica 4.1
- Gwardia Stalinogród – Unia Krynica 3:4

### Tabela
| Lp. | Zespół              | M | Pkt | W | R | P | G + | G - | +/- |
| --- | ------------------- | - | --- | - | - | - | --- | --- | --- |
| 5   | Gwardia Stalinogród | 3 | 4   | 2 | 0 | 1 | 11  | 8   | +3  |
| 6   | Sparta Nowy Targ    | 3 | 4   | 2 | 0 | 1 | 17  | 13  | +4  |
| 7   | Unia Krynica        | 3 | 2   | 1 | 0 | 2 | 8   | 11  | -3  |
| 8   | Sparta Cieszyn      | 3 | 2   | 1 | 0 | 2 | 13  | 17  | -4  |

      = spadek

## Eliminacje do II ligi
W eliminacjach do II ligi 1955/1956 awans uzyskały CWKS Bydgoszcz i AZS Warszawa, tym samym został ustalony skład II lig hokejowych: Unia Wyry, Włókniarz Zgierz, AZS Stalinogród, Sparta Warszawa, CWKS Bydgoszcz, AZS Warszawa oraz dwa zespoły zdegradowane z rywalizacji o utrzymanie w I lidze: Unia Krynica i Sparta Cieszyn.